# Comisión Bergier
La Comisión Bergier en Berna fue creada por el gobierno suizo el 12 de diciembre de 1996 a raíz del proceso judicial entonces en curso del Congreso Judío Mundial contra bancos suizos acusados de retener objetos de valor pertenecientes a víctimas del Holocausto. También se le conoce como ICE (Comisión Independiente de Expertos) o UEK (abreviado de su nombre en alemán, Unabhängige Expertenkommission).
Fundada en una década en la que Suiza había sido objeto de críticas recurrentes por su comportamiento durante la Segunda Guerra Mundial, en particular con respecto a sus relaciones con el gobierno nazi en Alemania,  la comisión fue establecida por el Parlamento suizo y dirigida por Jean-François Bergier, un historiador económico. Integrada por historiadores polacos, estadounidenses, israelíes y suizos, el mandato de la comisión era investigar el volumen y el destino de los activos trasladados a Suiza antes, durante e inmediatamente después de la Segunda Guerra Mundial. La investigación debía realizarse desde un punto de vista histórico y jurídico, con especial énfasis en los vínculos entre el régimen nazi y los bancos suizos. El mandato cubre casi todo tipo de activos, incluidos el oro, las monedas y los activos culturales. El gobierno amplió el contenido del programa de investigación para incluir las relaciones económicas, la producción de armas, las "medidas de arianización", el sistema monetario y la política de refugiados. 

## Política de refugiados
Desde el siglo XIX, Suiza tenía una imagen humanitaria positiva basada en la tradición de conceder asilo, prestar buenos oficios y ayuda humanitaria, en particular a través de la labor del Comité Internacional de la Cruz Roja (CICR), con sede en Ginebra. Sin embargo, después de la Primera Guerra Mundial, Suiza no fue inmune a los sentimientos xenófobos y antisemitas que se estaban extendiendo por Europa. Al igual que en otros países occidentales en la década de 1930, Suiza aplicó cada vez más restricciones a la admisión de extranjeros en nombre de la seguridad nacional. 
Suiza, aparentemente por iniciativa propia, comenzó a aplicar abiertamente criterios de selección racistas según la definición nazi. Los informes iniciales producidos por la Comisión Bergier recibieron cobertura mediática porque sugerían que, en 1938, incluso antes de que estallara la guerra, el gobierno suizo solicitó a las autoridades nazis que sellaran todos los pasaportes de los judíos alemanes con una "J", ya que Suiza no reconocía el derecho de asilo de quienes huían de la persecución racial.    El informe final no consideró el "sello J" una "idea" suiza, sino que afirmó que el poder ejecutivo suizo, el Consejo Federal, era responsable de consentir un acuerdo con Alemania que establecía su creación (aunque también se mencionó el apoyo del embajador suizo en la Alemania nazi, Hans Frölicher, al "sello J", como parte de las negociaciones en curso).
Fue el Consejo Federal el que decidió cerrar las fronteras el 18 de agosto de 1938, el que firmó el acuerdo con Alemania sobre el sello «J» en los pasaportes judíos el 29 de septiembre de 1938 y el que decidió la posterior introducción de visados obligatorios para los alemanes «no arios» el 4 de octubre de 1938.
El cambio de descripción fue consecuencia de una retractación en marzo de 2001 sobre la responsabilidad del J Stamp y el papel del jefe de policía Heinrich Rothmund por parte de Beobachter, la revista suiza que originalmente había revelado la existencia del J-Stamp en la década de 1950.
Con la creciente persecución de los judíos por parte del régimen nazi, las restricciones suizas se diferenciaron de otras políticas restrictivas de los aliados debido a su ubicación geográfica: era el país del continente al que los refugiados podían llegar con mayor facilidad. Miles de refugiados fueron devueltos a pesar de que las autoridades sabían que probablemente los estaban enviando a la muerte.

El ICE concluyó:
Suiza, y en particular sus dirigentes políticos, fracasaron a la hora de ofrecer generosa protección a los judíos perseguidos. Esto es aún más grave si tenemos en cuenta que las autoridades, que eran plenamente conscientes de las posibles consecuencias de su decisión, no sólo cerraron las fronteras en agosto de 1942, sino que continuaron aplicando esta política restrictiva durante más de un año. Al adoptar numerosas medidas que dificultaban el acceso de los refugiados a un lugar seguro y al entregar directamente a los refugiados capturados a sus perseguidores, las autoridades suizas contribuyeron decisivamente a que el régimen nazi alcanzara sus objetivos. 
Las cifras de refugiados son difíciles de conseguir. Sin embargo, la comisión concluyó que durante la Segunda Guerra Mundial Suiza ofreció refugio de la persecución nazi a unos 60.000 refugiados por períodos de tiempo variables, de los cuales un poco menos del 50% eran judíos. 
La comisión explicó detalladamente la dificultad de estimar el número de refugiados que fueron rechazados, muchos de los cuales probablemente eran judíos. En un informe preliminar para la comisión se publicó una estimación de 24.000 "rechazos documentados".  Sin embargo, en el informe final, quizás tras haber tenido en cuenta las críticas a las cifras anteriores,  la comisión fue más cautelosa, indicando que debe asumirse que «Suiza rechazó o deportó a más de 20.000 refugiados durante la Segunda Guerra Mundial». En concreto, informaron que, entre el 1 de enero de 1942, tras el cierre de las fronteras, y el 31 de diciembre de 1942, 3.507 refugiados fueron rechazados.  
En agosto de 2001, cuando la comisión emitió una conclusión final respecto a la política de refugiados, declaró que, "en comparación con su postura anterior en términos de ayuda humanitaria y asilo en lo que respecta a su política de refugiados, la neutral Suiza no sólo no estuvo a la altura de sus propios estándares, sino que también violó principios humanitarios fundamentales".  

## Relaciones económicas
La comisión definió su enfoque: "La cuestión que se plantea no es si Suiza debería o podría haber mantenido sus contactos comerciales y su comercio exterior con las potencias en guerra en primer lugar, sino más bien hasta dónde llegaron estas actividades: en otras palabras, dónde debe trazarse la línea entre concesiones inevitables y colaboración intencional". 

### Relaciones comerciales exteriores
Suiza, que dependía en gran medida del comercio exterior, atravesó una situación cada vez más difícil durante el período proteccionista de la década de 1930. Esto empeoró cuando estalló la guerra en 1939. "Mantener el comercio y el tráfico empresarial era una 'condición previa esencial para el funcionamiento de la economía en tiempos de guerra...'" 
Las exportaciones suizas eran una condición necesaria para obtener importaciones de alimentos y materias primas necesarias para la población. Por lo tanto, mantener el comercio con las potencias en guerra era necesario para cumplir "los objetivos de política interna, en particular para abastecer a la población con alimentos y poder adquisitivo".  Para lograr este objetivo, el gobierno federal creó una estructura para controlar el comercio exterior.
Esto se logró en parte mediante negociaciones continuas con las partes en conflicto, particularmente con la Alemania nazi. En general, esta política tuvo éxito: «Los esfuerzos de Suiza por lograr una estrecha cooperación económica con Alemania le reportaron una doble ventaja. Las empresas suizas emergieron de los años de guerra fortalecidas tecnológica y financieramente. El Estado pudo alcanzar los objetivos centrales de sus políticas económicas y de defensa». 

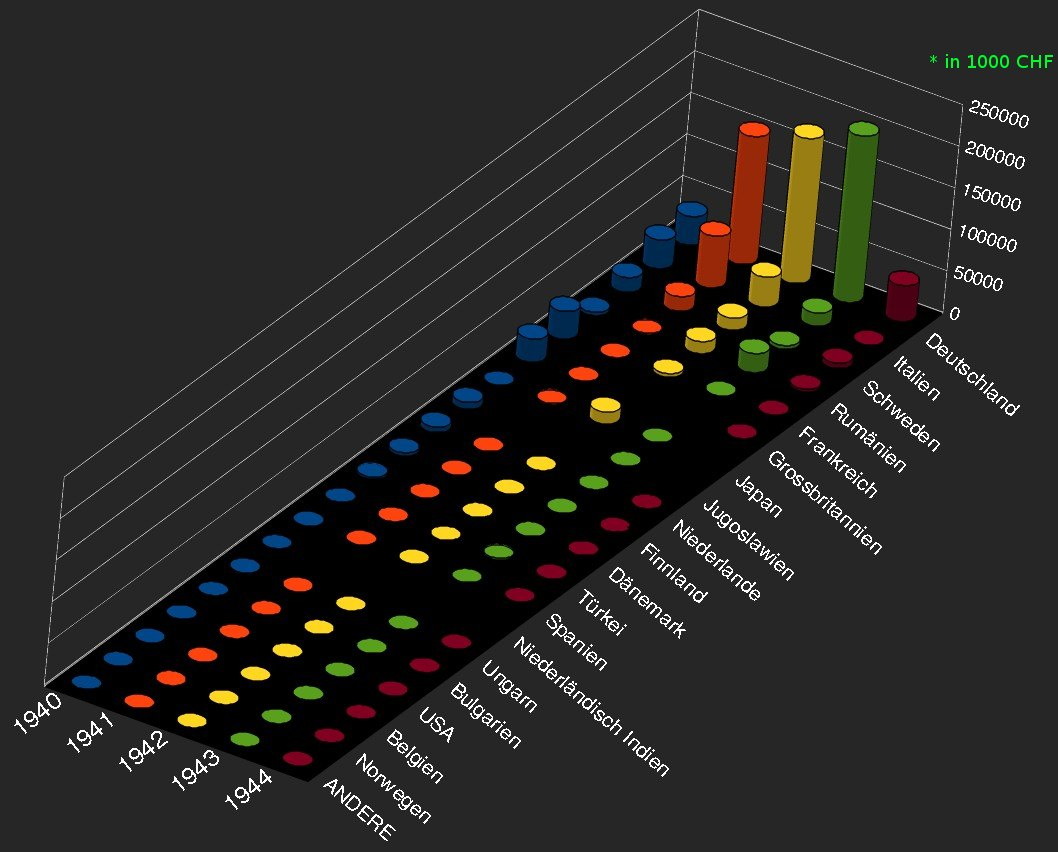
Gráfico 3D de las exportaciones suizas de armas, municiones y detonadores desde 1940 hasta 1944

Mucho más importante fue el papel desempeñado por el mercado de capitales abierto de Suiza — venta de oro y valores — y, como el franco era la única moneda convertible disponible para las potencias del Eje, cumplió un papel vital en el pago de ciertas importaciones estratégicas como el tungsteno y el petróleo. 

Para financiar sus importaciones procedentes de Suiza, el gobierno alemán exigió "créditos de compensación" que adoptaron la forma de garantías estatales a los exportadores. Los préstamos de compensación suizos permitieron a los ejércitos alemán e italiano financiar sus compras de armamento a gran escala en Suiza. 
El hecho de que la contribución de las exportaciones suizas al rearme alemán durante la guerra se considere más o menos significativa no afecta a las principales conclusiones de nuestra investigación. De mayor importancia fue el papel desempeñado por Suiza en los años previos a 1933, cuando, junto con otros países europeos, favoreció el rearme encubierto de Alemania. Sin esta oportunidad, Alemania no habría podido iniciar una guerra paneuropea en tan poco tiempo. 

### Transacciones de oro
Durante la Segunda Guerra Mundial, Suiza fue el centro del comercio de oro europeo. A través de ella se gestionaban el 77% de los envíos de oro alemán al extranjero. Entre 1940 y 1945, el banco estatal alemán vendió oro por valor de 101,2 millones de francos suizos a bancos comerciales suizos y 1.231,1 millones de francos a través del Banco Nacional Suizo (SNB). Si bien su función comercial como tal podría verse como el resultado de mantener la neutralidad, una proporción del oro en realidad había sido robada a individuos privados y a los bancos centrales de los vecinos derrotados de Alemania (en particular Bélgica y los Países Bajos).  Este oro saqueado fue luego vendido a los suizos por francos suizos que se utilizaron para realizar compras estratégicas para el esfuerzo bélico alemán.
Ya durante la guerra, los aliados condenaron las transacciones de oro,  y al final de la misma exigieron la "restitución completa del oro saqueado".
Las estadísticas que indican qué proporción del oro transferido fue oro saqueado son difíciles de calcular. Sin embargo, la comisión señala que las reservas de los bancos centrales saqueadas, principalmente de Bélgica, Países Bajos y Luxemburgo, ascendieron a 1.582 millones de francos y que la cantidad de oro robada a las víctimas del Holocausto en Europa del Este se ha estimado en 12,5 millones de francos, mientras que la expropiada y saqueada a individuos en el Reich fue de al menos 300 millones de francos. 

Después de negociaciones, el gobierno suizo firmó el Acuerdo de Washington en mayo de 1946, que establecía el pago de 250 millones de francos por parte de Suiza a cambio de retirar las reclamaciones relacionadas con el papel de Suiza en las transacciones de oro incriminatorias durante el período de guerra.  Sin embargo, la controvertida cuestión del oro saqueado de los Países Bajos se planteó demasiado tarde para ser incluida en las negociaciones de Washington. La comisión concluyó:
... A partir de 1942 en particular, tomó una serie de decisiones clave relacionadas con las transacciones de oro alemanas que tenían poco que ver con los aspectos técnicos de la gestión de la moneda. Su análisis de la situación jurídica después de 1943 fue fundamentalmente erróneo. Fue una afrenta a los Aliados, que habían advertido repetidamente a Suiza sobre las compras de oro, así como a sus propios asesores y a los juristas suizos a quienes había consultado. No es sorprendente que las decisiones del SNB hayan sido — toda — objeto de evaluación histórica y moral en frecuentes ocasiones y que sus decisiones sean juzgadas como reprensibles. 

### El sistema financiero
Durante la Segunda Guerra Mundial, los bancos suizos prestaron dinero a una amplia variedad de empresas alemanas involucradas en armamentos, así como en actividades relacionadas con el exterminio de los judíos. Además, Credit Suisse y la Corporación Bancaria Suiza cooperaron estrechamente con importantes bancos alemanes, lo que resultó en algunas de las transacciones más cuestionables del período de guerra: transacciones con oro robado o saqueado. Incluso en 1943, el Banco de la Unión de Suiza otorgó al Deutsche Bank un nuevo préstamo de más de 500.000 francos. Las relaciones se mantuvieron hasta el final de la guerra e incluso después. 
En los mercados de valores suizos no regulados se produjeron transacciones muy dudosas: los activos saqueados de los países recién ocupados acabaron en los mercados suizos, lo que provocó una advertencia por parte de los Aliados en enero de 1943. En 1946, el Departamento Federal de Finanzas (Eidgenössisches Finanzdepartement, EFD) estimó que el valor de los títulos de dudosa procedencia que llegaron a Suiza durante la guerra oscilaba entre 50 y 100 millones de francos. 

Muchos extranjeros que depositaron dinero en los bancos suizos fueron asesinados por el régimen nazi. Una parte de sus activos fue entregada al gobierno alemán, mientras que el resto permaneció en cuentas inactivas en instituciones financieras suizas. Después de la guerra no se solucionó el asunto de los bienes entregados ni de las cuentas inactivas y los valores saqueados. ICE informó:
Los bancos pudieron utilizar las cantidades que quedaban en las cuentas y obtener ingresos a partir de ellas. Mostraron poco interés en buscar activamente relatos de víctimas nazis, justificando su inacción con la confidencialidad deseada por sus clientes. Lo que las víctimas del nacionalsocialismo y sus herederos consideraban ventajas del sistema bancario suizo resultaron ser desventajosos para ellos. 

### Compañías de seguros suizas en Alemania
El mercado alemán era un mercado importante para las compañías de seguros suizas incluso antes de que los nazis llegaran al poder en Alemania en 1933. Muchos en el sector asegurador suizo estaban preocupados de que el nacionalismo alemán y la xenofobia (por no mencionar el auge del antisemitismo) pudieran tener efectos adversos sobre él. Esto llevó a algunas compañías de seguros suizas (por ejemplo, Vereinigte Krankenversicherungs AG, una subsidiaria de Schweizer Rück) a anticiparse a las leyes alemanas antes de que fueran promulgadas, despidiendo a sus empleados judíos en 1933, incluso antes de que se aprobaran las leyes alemanas. 
Hacia finales de 1937, las aseguradoras suizas se vieron sometidas a una presión cada vez mayor para deshacerse de todos los empleados judíos, no sólo de sus oficinas en Alemania, sino también de sus oficinas centrales en Suiza. Con una sola excepción, las aseguradoras suizas apoyaron la presentación de dicha prueba, lo que avaló la discriminación contra los judíos y extendió el alcance de las leyes raciales de Alemania también a Suiza. 
Después de los destructivos disturbios del pogromo de la noche del 9 al 10 de noviembre de 1938, el gobierno alemán emitió una ordenanza que establecía que los judíos debían pagar por la destrucción causada por los propios alborotadores antijudíos y que cualquier dinero del seguro que se pagara debía ser pagado al estado alemán en lugar de a los individuos privados afectados.  El ICE concluyó que, "En general, las empresas suizas reaccionaron con notable pasividad ante el desprecio nazi por la tradición legal establecida... De esta manera, las aseguradoras suizas ayudaron a encubrir acontecimientos que habrían puesto de manifiesto los métodos completamente ilegales e inmorales del Estado alemán y la organización del partido en noviembre de 1938". 

### Empresas manufactureras
Las empresas suizas que operaban en Alemania durante el período nazi ya estaban bien establecidas antes de que los nazis llegaran al poder. Al parecer, fueron preocupaciones comerciales más que un compromiso ideológico con los nazis lo que determinó su continuidad en el negocio. Sin embargo, las empresas suizas establecidas continuaron operando, aunque se adaptaron de diferentes maneras al régimen nazi. La contribución de las empresas suizas al esfuerzo bélico alemán fue importante, aunque no decisiva. La gran mayoría de la producción de las empresas de propiedad suiza en Alemania eran bienes civiles. La comisión concluyó: «Entre los pocos países neutrales, Suiza hizo la mayor contribución al esfuerzo bélico alemán, ya que fue Suiza la que tuvo la mayor presencia tanto en la propia Alemania como en los países que ocupaba».  Finalmente, tras el fin de la guerra, las mismas empresas que operaron en Alemania durante la guerra «pudieron continuar o reactivar sus actividades sin mayores problemas». 

### Bienes culturales
Suiza fue un importante centro de tráfico y comercio de bienes culturales, como pinturas y otros objetos de arte. Durante el período comprendido entre 1933 y 1945, el mercado del arte en Suiza floreció. Gran parte del comercio era legítimo, al menos en el sentido de que los propietarios de una obra de arte la vendían, a menudo para recaudar dinero para poder huir de los territorios nazis. Por ello, gran parte del comercio se realizaba a través del centro suizo. 
La Comisión distingue dos tipos de comercio cuestionable: 1) el comercio de "activos fugados" y 2) el comercio de "activos saqueados".
Según la definición de la comisión, "los activos de vuelo eran aquellos que eran traídos a Suiza o a través de ella, a menudo por sus propios propietarios (judíos)".  Su venta estaba directamente vinculada a la persecución de sus propietarios, que necesitaban recaudar dinero para su vuelo o como una forma de mantener los activos fuera de las manos de los nazis o incluso como resultado de ventas forzadas.
Los bienes saqueados fueron aquellos que fueron confiscados por los alemanes a individuos privados o a museos en Alemania o en territorios ocupados. Se hace una distinción entre aquellos bienes saqueados que fueron confiscados "legalmente" de los museos alemanes, el llamado arte degenerado, y el arte que proviene del saqueo de colecciones públicas y privadas en los territorios ocupados. La comisión concluyó que «la participación suiza en el saqueo y la política cultural del régimen nazi fue considerable y diversa; como resultado, las colecciones de Hitler y Göring se vieron impulsadas por la adquisición de importantes obras de los antiguos maestros y de la escuela del Romanticismo alemán». 
Sin embargo, la comisión no pudo precisar mucho más sobre la magnitud e importancia de dicha participación, concluyendo que «no se pudo confirmar la idea de que el comercio de arte expoliado, en comparación con los territorios ocupados de Europa Occidental, se desarrollara a una escala particularmente grande. Por el contrario, se podría argumentar que resulta asombroso que este comercio alcanzara tales dimensiones en Suiza, un país no ocupado, que seguía funcionando conforme al Estado de derecho». 

## Derecho y práctica jurídica
La comisión describe una serie de casos en los que el gobierno federal, al decidir por decreto en virtud de los poderes de emergencia que le había concedido el parlamento federal en 1939, ignoró el derecho establecido, tal como lo interpretaron los tribunales. Uno de los aspectos más importantes fue el abandono del principio constitucional de igualdad ante la ley, que tuvo un impacto de largo alcance en el tratamiento de los extranjeros y los ciudadanos pertenecientes a minorías y contribuyó al fracaso del Estado en ofrecer protección diplomática a los judíos suizos que residían en el territorio ocupado por los nazis. Concluyen que "...la práctica diplomática se fue alineando cada vez más con los criterios étnicos «völkisch» adoptados por el Estado nazi, un enfoque que entraba en marcado conflicto con la igualdad constitucional de la que disfrutaban los judíos en Suiza desde 1874" 
Con respecto a los refugiados, según la legislación suiza vigente, sólo se podía conceder asilo a aquellos cuya vida estuviera en peligro debido a actividades políticas. Esto significaba que aquellos que huían debido a la persecución racial podían ser devueltos al gobierno perseguidor. Sin embargo, en julio de 1936, Suiza ratificó un acuerdo provisional sobre el estatuto de los refugiados procedentes de Alemania: «Suiza violó este acuerdo al entregar a las autoridades alemanas en las fronteras con Austria o Francia a los refugiados procedentes de Alemania, cuyas vidas corrían peligro y que habían cruzado la frontera (legal o ilegalmente) y no fueron detenidos inmediatamente en las inmediaciones de la frontera». 
La comisión identificó diversas áreas, en particular en el ámbito del derecho internacional privado, donde los tribunales aplicaron la doctrina del orden público, un componente ético explícito del derecho: por ejemplo, los tribunales suizos opinaron sistemáticamente que la legislación antisemita nazi debía considerarse una injusticia que violaba todos los principios jurídicos y, por lo tanto, no debía aplicarse en la práctica. Sin embargo, esta doctrina, basada en lo correcto y apropiado según el derecho suizo, no se extendió a prácticas incompatibles con principios más universales y no codificados, como el principio de humanidad. 

## Otros problemas

### Discriminación racial
La comisión descubrió que la práctica de certificar el origen ario de su personal estaba muy extendida entre los propietarios y altos directivos de empresas suizas en territorio ocupado por los nazis. Incluso antes de 1938, el Departamento Político Federal Suizo había propuesto aplicar la legislación alemana en materia racial a las empresas suizas. La comisión concluyó que esto "muestra claramente que el FPD, ..., o bien calculó mal las implicaciones legales, políticas y éticas de hacerlo, o bien ignoró cualquier duda que pudiera haber tenido por el bien de sus intereses comerciales". 
La comisión concluyó: "Que las empresas suizas desempeñaron un papel activo en el proceso de 'arianización'". Sus sedes centrales en Suiza no solo estaban al tanto de lo que ocurría —a menudo porque sus filiales en territorio controlado por los nazis participaban en la adquisición de empresas judías—, sino que aprobaron o incluso fomentaron el proceso. 

### Trabajo forzoso
La comisión también abordó la cuestión del uso de mano de obra esclava y forzada en empresas de propiedad suiza y concluyó: "que la cifra citada en los medios de comunicación –un total de más de 11.000 trabajadores forzados y prisioneros de guerra empleados en empresas filiales suizas en todo el Reich– es probablemente baja". 

### Servicio diplomático suizo
La comisión examinó el papel del servicio diplomático suizo en la protección de los bienes de propiedad suiza en el Reich y concluyó que se aplicaba un doble rasero: mientras que el derecho internacional se aplicaba estrictamente a los bienes suizos en la Unión Soviética, las autoridades suizas "favorecían cada vez más la llamada teoría de la igualdad de trato, es decir, que si Alemania discriminaba a sus propios ciudadanos judíos era prácticamente imposible impugnar legalmente su trato igualmente duro a los judíos extranjeros que vivían en Alemania". 

## Miembros
La comisión incluyó:
- Jean-François Bergier, Zug, (Presidente)
- Władysław Bartoszewski, Varsovia
- Saul Friedländer, Jerusalén
- Harold James, Princeton (EE. UU.)
- Georg Kreis, Basilea
- Sybil Milton, Washington, murió en octubre de 2000, reemplazada en febrero de 2001 por Helen B. Junz
- Jacques Picard, Berna
- Jakob Tanner, Bielefeld, Zúrich
- Joseph Voyame, de Saint Brais (JU), dimitió en abril de 2000 y fue sustituido por Daniel Thürer.